# Jadranska divizija (Kraljevina Jugoslavija)
Jadranska divizija je bila pehotna divizija Vojske Kraljevine Jugoslavije, ki je bila uničena med aprilsko vojno.
Divizijski štab je bil nastanjen v Mostarju.

## Organizacija
1. september 1939
- štab (Mostar)

- 11. pehotni polk (Benkovac)
- 13. pehotni polk (Sinj)
- 32. pehotni polk (Mostar)
- 54. pehotni polk (Knin)
- 23. samostojni artilerijski divizion (Knin)
- 7. artilerijski polk (Sinj)